# Wasilij Gołowskoj
Wasilij Siergiejewicz Gołowskoj (ros. Василий Сергеевич Головской; ur. 6 lutego?/18 lutego 1895 w Bogorodicku, zam. 24 października 1975 w Permie) – radziecki wojskowy, generał major.

## Życiorys
W 1915 roku został powołany do armii rosyjskiej i skierowany do Orenburskiej Szkoły Chorążych. Po jej ukończeniu w 1916 roku został skierowany na Front Południowo-Zachodni, gdzie brał udział w walkach jako dowódca kompanii w 615 pułku strzeleckim. W 1917 roku został zdemobilizowany w stopniu podporucznika.
W czerwcu 1918 roku został powołany do Armii Czerwonej i skierowany na 1 Twerski Kurs Kawalerii. W listopadzie 1918 roku został skierowany do 8 Armii na Froncie Południowym, gdzie był kolejno dowódcą plutonu, a potem szwadronu zapasowego pułku kawalerii. W listopadzie 1919 roku został skierowany do Wyższej Szkoły Kawalerii w Piotrogrodzie.  Po ukończeniu szkoły został w grudniu 1920 roku dowódcą plutonu w 91 pułku kawalerii, a następnie szkoły pułkowej. W grudniu 1921 roku został dowódcą szwadronu w 9 pułku kawalerii, a potem na tym samym stanowisku w 11 pułku kawalerii. W latach 1923–1924 brał udział w walkach z basmaczami.
Po zakończeniu walk w czerwcu 1924 roku został komendantem szkoły pułkowej w Bikadorskiego Pułku Kawalerii, a maju 1927 roku został szefem sztabu 25 pułku kawalerii i komendantem szkoły pułkowej tego pułku wchodzącego w skład Północnokaukaskiego Okręgu Wojskowego. W 1930 roku ukończył kurs doskonalący dowódców w Nowoczerkasku. Po jego ukończeniu został przeniesiony na Daleki Wschód, gdzie został p.o. szefa sztabu 27 pułku kawalerii, a potem od czerwca 1932 roku był szefem sztabu 2 dywizjonu kawalerii specjalnego przeznaczenia, a w marcu 1933 roku został szefem sztabu 1 pułku kawalerii z 1 Dywizji Kawalerii wchodzące w skład Samodzielnej Armii  Dalekowschodniej. W styczniu 1936 roku został dowódcą 32 pułku kawalerii. W grudniu 1939 roku  został mianowany p.o. dowódcy 5 Dywizji Kawalerii w Kijowskim Specjalnym OW, lecz funkcji tej nie objął, a w styczniu 1940 roku został wykładowcą taktyki na kursach udoskonalających dowódców w Nowoczerkasku.
Po agresji niemieckiej na ZSRR w lipcu 1941 roku został mianowany dowódcą 37 pułku kawalerii, który prowadził ciężkie walki obronne na kierunku Witebska w ramach Frontu Zachodniego. W listopadzie 1941 roku został dowódcą 79 Dywizji Kawalerii walczącej na Froncie Południowym. Dowodząc ta dywizją brał udział w kontrofensywie pod Rostowem i operacji barwienkowsko-łozowskiej. W kwietniu 1942 roku został dowódcą 30 Dywizji Kawalerii, wchodzącej w skład 4 Gwardyjskiego Korpusu Kawalerii, która prowadziła działania obronne na Kubaniu, a następnie wycofywał w kierunku Kaukazu. Następnie dywizja weszła w skład Północnej Grupy Frontu Zakaukaskiego. A on sam został dowódcą grupy kawalerii, w składzie 30 i 110 Dywizji Kawalerii. Grupa ta broniła miasta Kizlar, skutecznie odpierając wszystkie niemieckie ataki. Dowodząc tą dywizją wziął udział od stycznia 1943 roku do października 1944 roku w wyzwoleniu Północnego Kaukazu, operacji krasnodarskiej, donbaskiej, wyzwoleniu prawobrzeżnej Ukrainy, operacji odeskie, debreczyńskiej. W listopadzie 1944 roku został mianowany dowódcą 4 Gwardyjskiego Korpusu Kawalerii. Na czele tego korpusu wziął udział w operacji bratysławsko-brnowskiej, budapeszteńskiej, wiedeńskiej i praskiej. W czasie tej ostatniej operacji nie radził sobie z powierzonymi zadaniami, został w związku z tym na początku kwietnia 1945 roku zwolniony ze stanowiska.
Po zakończeniu wojny w Europie w maju 1945 roku został skierowany na kurs do Akademii Wojskowej im. Woroszyłowa. Po jego skończeniu został mianowany zastępcą dowódcy 1 Gwardyjskiego Korpusu Kawalerii, lecz tego stanowiska nie objął. Natomiast w maju 1946 roku został zastępcą komendanta Wyższej Szkoły Kawalerii im. Budionnego. Następnie w lutym 1947 został zastępcą dowódcy 1 Gwardyjskiego Korpusu Strzeleckiego, a potem lipcu 1950 został dowódcą 19 Korpusu Strzeleckiego. W grudniu 1951 roku został skierowany na wyższy kurs w Akademii Wojskowej im. Woroszyłowa, a po jego ukończeniu został w październiku 1952 roku mianowany dowódcą 10 Korpusu Strzeleckiego.
W listopadzie 1955 roku został przeniesiony do rezerwy.

## Awanse
- generał major (Генерал-майор) (21.04.1943 rozkaz nr 419)

## Odznaczenia
- Order Lenina (21.02.1945[1])
- Order Czerwonego Sztandaru (sześciokrotnie – 03.11.1941[2], 29.03.1943[3],02.04.1943[4], 21.08.1944[5], 03.11.1944, 20.06.1949)
- Order Suworowa II st. (dwukrotnie – 17.09.1943[6],03.06.1944[7])
- Order Kutuzowa II st. (22.12.1943[8])
- Order Bohdana Chmielnickiego II st. (19.03.1944[9])
- Medal „Za obronę Kaukazu”(05.01.1945[10])
- Medal „Za zdobycie Budapesztu”
- Medal „Za wyzwolenie Pragi”
- Medal „Za zwycięstwo nad Niemcami w Wielkiej Wojnie Ojczyźnianej 1941–1945”(23.06.1945[11])
- Medal jubileuszowy „Dwudziestolecia zwycięstwa w Wielkiej Wojnie Ojczyźnianej 1941–1945”
- Medal jubileuszowy „Trzydziestolecia zwycięstwa w Wielkiej Wojnie Ojczyźnianej 1941–1945”
- Medal jubileuszowy „XX lat Robotniczo-Chłopskiej Armii Czerwonej”
- Medal jubileuszowy „30 lat Armii Radzieckiej i Floty”
- Medal jubileuszowy „40 lat Sił Zbrojnych ZSRR”
- Medal jubileuszowy „50 lat Sił Zbrojnych ZSRR”
- Medal jubileuszowy „W upamiętnieniu 100-lecia urodzin Władimira Iljicza Lenina”